# انیگو ساراسولا
انیگو ساراسولا (انگلیسی: Iñigo Sarasola؛ زادهٔ ۱۰ ژوئن ۱۹۸۷) بازیکن فوتبال اهل اسپانیا است.
از باشگاه‌هایی که در آن بازی کرده‌است می‌توان به باشگاه فوتبال رئال سوسیداد اشاره کرد.